# Усулутан
Усулута́н (ісп. Usulután) — місто в Сальвадорі, адміністративний центр однойменного департаменту.

## Історія
Місто було засноване в 1529 році індіанцями. В 1860 році отримав статус міста.

## Географія
Центр міста розташовується на висоті 91 м над рівнем моря.

## Економіка
Мешканці міста зайняті в галузі сільського господарства.